# 광덕4로
광덕대로(Gwangdeok 4-ro)는 경기도 안산시 상록구 사동사리삼거리에서 단원구 고잔동 시청삼거리를 잇는 도로이다.

## 주요 경유지
경기도
- 안산시 단원구 (초지동 . 고잔동 . 사동) - 상록구 (사동)

## 노선 경로
| 이름                | 접속 노선    | 경유지 | 경유지 | 경유지 | 비고 |
| ------------------- | ------------ | ------ | ------ | ------ | ---- |
| 전원주택삼거리      | 신안산대학로 | 안산시 | 단원구 | 초지동 |      |
| 전원주택사거리      | 초지로       | 안산시 | 단원구 | 초지동 |      |
| 화정11교            |              | 안산시 | 단원구 | 초지동 |      |
|                     | 고잔동       | 안산시 | 단원구 |        |      |
| 고잔역사거리        | 적금로       | 안산시 | 단원구 |        |      |
| 하이마트사거리      | 광덕대로     | 안산시 | 단원구 |        |      |
| 중앙역주차장 교차로 | 한양대학로   | 안산시 | 단원구 |        |      |
| 안산5교사거리       | 안산천남로   | 안산시 | 단원구 |        |      |
| 안산5교             |              | 안산시 | 단원구 |        |      |
|                     | 이동         | 안산시 | 단원구 |        |      |
| 한전사거리          | 항가울로     | 안산시 | 단원구 |        |      |
| 붉은섬공원 교차로   | 광덕3로      | 안산시 | 단원구 |        |      |
| 한대역앞삼거리      | 광덕1로      | 안산시 | 단원구 |        |      |
| 고향마을삼거리      | 용하공원로   | 안산시 | 상록구 | 사동   |      |
| 용하공원삼거리      |              | 안산시 | 상록구 | 사동   |      |
| 주공5단지사거리     | 삼리로       | 안산시 | 상록구 | 사동   |      |
| 용신고가삼거리      | 용신로       | 안산시 | 상록구 | 사동   |      |
| 감골로와 직결       |              |        |        |        |      |

## 주요건물및 시설
- 빽다방 안산고잔역점 (광덕4로 102/고잔동 681-3)
- 세븐일레븐 안산고잔역점 (광덕4로 108/고잔동 681-5)
- CU 안산대덕점 (광덕4로 116/고잔동 681-7)
- 신한은행 안산스마트지점 (광덕4로 140/고잔동 703)
- CU 안산펭귄점 (광덕4로 144/고잔동 703-2)
- KG모빌리티 안산중앙전시장 (광덕4로 180/고잔동 724-4)
- 이마트24 안산푸르지오점 (광덕4로 180/고잔동 724-4)
- 아모레퍼시픽 안산중앙점 (광덕4로 180/고잔동 724-4)
- 안전보건공단 경기서부지사 (광덕4로 230/고잔동 729-2)
- 할리스커피 안산중앙역점 (광덕4로 234/고잔동 729-3)
- 이디야커피 안산중앙역점 (광덕4로 234/고잔동 729-3)
- 기아자동차 안산지점  (광덕4로 244/고잔동 729-5)